# Valdostaans
Het Valdostaans (Valdostaans: Valdotèn, Frans: Valdôtain) is de verzamelnaam voor een aantal Arpitaanse variëteiten die gesproken worden in de Italiaanse regio Aostadal. De Arpitaanse taal geniet sinds 1948 een beschermde status binnen de autonome regio. Het Valdostaans is een van de acht grote dialecten van het Arpitaans en wordt naar schatting door zo’n 68.000 mensen gesproken en verstaan.
Dauphinees · Faetar · Franc-Comtois · Lyonees · Savoyaards · Waadlands · Valdostaans

(naar indeling volgens het Observatoire linguistique)
Talen: Algherees · Arbëresh · Arpitaans · Duits · Emiliaans · Frans · Friulisch · Gallurese · Griko · Italiaans · Ladinisch · Ligurisch · Napolitaans · Ouddalmatisch · Piëmontees · Romagnools · Sardijns · Siciliaans · Sloveens · Valdostaans · Venetiaans